# Thamphthis
Thamfthis byl posledním egyptským faraonem 4. dynastie. Vládl přibližně v letech 2506/2456–2504/2454 př. n. l. Na trůně měl vystřídat panovníka Šepseskafa, jehož byl možná synem.
Thamfthis je velmi záhadná postava egyptských dějin. Jako krále jej jmenovitě uvádí pouze Manehto, podle něj měl vládnout 9 let. Na Turínském královském papyru je po Šepseskafovi uveden bezejmenný král, který měl vládnout dva roky.[zdroj?]